# Shareefah Hamid Ali
Shareefah Hamid Ali, auch Begum Shareefa Hamid Ali (* 12. Dezember 1883 in Baroda (Staat) im westindischen Gujarat; † vermutlich 1971) war eine indische Diplomatin und Politikerin.

## Herkunft
Begum Shareefach Hamid Ali wurde 1883 in einer der führenden muslimischen Familien des britisch-indischen Verwaltungszentrums Baroda im westindischen Gujarat geboren. Ihr Vater war der Justizpräsident Abbas J. Tyabji, der nach dem Massaker von Amritsar 1919 ein entschiedener Anhänger Mahatma Gandhis geworden war. Gandhi beauftragte ihn mit der Fortführung der Salzrebellion nach seiner eigenen Verhaftung. Alis Mutter Amina war eine der ersten prominenten muslimischen Frauen, die den Parda ablegten. 1910 heiratete Ali ihren Cousin Hamid Ali. Ihr Schwager beschrieb sie als redegewandte Nationalistin und willenstarke, entschiedene Kämpferin für soziale Rechte, besonders interessiert an der Erziehung von Mädchen und dem sozialen Aufstieg von nicht in den Städten lebenden Frauen … was damals starke politische Untertöne mit sich brachte … worüber sie kein Geheimnis machte.

## Gesellschaftliche und politische Arbeit
Ali engagierte sich in verschiedenen Bereichen. So baute sie beispielsweise Krankenstationen in verschiedenen Städten auf und entwickelte Bildungsprogramme für Frauen aus ländlichen Gegenden im Satara-District.
Ihre politische Karriere begann Ali als Anhängerin Mahatma Gandhis. Sie wurde 1935 Präsidentin der All India Women's Conference. Neben Vijaya Lakshmi Pandit, Hansa Jivraj Mehta und Lakshmi N. Menon gehörte sie zu den Frauen, die Indien auch auf internationaler Ebene repräsentierten. Sie war 1947 Gründungsmitglied der UN-Frauenrechtskommission und arbeitete an der Formulierung der Allgemeinen Erklärung der Menschenrechte mit.

## Schriften
- East and West in Cooperation (1935) aus Feminist Writings from Ancient Times to the Modern World: A Global Sourcebook and History, Tiffany K. Wayne (Hrsg.), S. 514 ff., Greenwood, 2011, ISBN 9780313345807[1]